# Município de York (condado de Van Wert, Ohio)
O município de York (em inglês: York Township) é um município localizado no condado de Van Wert no estado estadounidense de Ohio. No ano de 2010 tinha uma população de 728 habitantes e uma densidade populacional de 7,72 pessoas por km².

## Geografia
O município de York encontra-se localizado nas coordenadas 40° 46′ 24″ N, 84° 30′ 38″ O. Segundo a Departamento do Censo dos Estados Unidos, o município tem uma superfície total de 94.26 km², da qual 94,13 km² correspondem a terra firme e (0,14 %) 0,13 km² é água.

## Demografia
Segundo o censo de 2010, tinha 728 pessoas residindo no município de York. A densidade populacional era de 7,72 hab./km². Dos 728 habitantes, o município de York estava composto pelo 99,59 % brancos, o 0,14 % eram afroamericanos, o 0,14 % eram asiáticos e o 0,14 % eram de uma mistura de raças. Do total da população o 0,14 % eram hispanos ou latinos de qualquer raça.